# Leucomium mahorense
Leucomium mahorense là một loài Rêu trong họ Leucomiaceae. Loài này được Besch. mô tả khoa học đầu tiên năm 1885.